# Talsu pauguraine
Talsu pauguraine este o arie protejată (arie specială de conservare — SAC, sit de importanță comunitară — SCI, arie de protecție specială avifaunistică — SPA) din Letonia întinsă pe o suprafață de 3.624,54 ha, integral pe uscat.

## Localizare
Centrul sitului Talsu pauguraine este situat la coordonatele 57°14′07″N 22°39′14″E / 57.2354°N 22.654°E.

## Înființare
Situl Talsu pauguraine a fost declarat arie de protecție specială avifaunistică în iunie 2002 pentru a proteja 1 specie de plante și 23 de specii de animale. Alte tipuri de protecție:
- sit de importanță comunitară (în mai 2004)
- arie specială de conservare (în mai 2004)[1][3][4]

## Biodiversitate
Situată în ecoregiunea boreală, aria protejată conține 16 habitate naturale: Lacuri eutrofice naturale cu vegetație de tip Magnopotamion sau Hydrocharition, Cursuri de apă de la nivel de câmpie la nivel montan, cu vegetație Ranunculion fluitantis și Callitricho-Batrachion, Pajiști uscate seminaturale și facies de acoperire cu tufișuri pe substraturi calcaroase (Festuco-Brometalia) (* situri importante pentru orhidee), Pajiști fino-scandinave uscate până la mezice, bogate în specii de altitudine mică, Pajiști cu Molinia pe soluri calcaroase, turboase sau argilos-nămoloase (Molinion caeruleae), Fânețe de joasă altitudine (Alopecurus pratensis, Sanguisorba officinalis), Turbării active, Mlaștini oligotrofe degradate, capabile încă de regenerare naturală, Mlaștini turboase de tranziție și turbării mișcătoare, Mlaștini alcaline, Taiga vestică, Păduri fino-scandinave bogate în ierburi cu Picea abies, Păduri caducifoliate de mlaștină fino-scandinave, Păduri de stejar sau de stejar și carpen sub-atlantice și medio-europene de Carpinion betuli, Păduri pe pante, grohotișuri și ravene de Tilio-Acerion, Mlaștini împădurite.
La baza desemnării sitului se află mai multe specii protejate:
- plante (1): Hamatocaulis vernicosus
- păsări (15): acvilă de munte (Aquila chrysaetos), acvilă țipătoare mică (Aquila pomarina), cocoșul de mesteacăn (Bonasa bonasia), barză albă (Ciconia ciconia), erete de stuf (Circus aeruginosus), cristeiul de câmp (Crex crex), ciocănitoare cu spate alb (Dendrocopos leucotos), ciocănitoarea de stejar (Dendrocopos medius), ciocănitoare neagră (Dryocopus martius), ciuvică (Glaucidium passerinum), cocor (Grus grus), sfrâncioc roșiatic (Lanius collurio), ciocârlie de pădure (Lullula arborea), ciocănitoare de munte (Picoides tridactylus), ciocănitoare verzuie (Picus canus)
- mamifere (2): vidră de râu (Lutra lutra), liliac de iaz (Myotis dasycneme)
- nevertebrate (6): Dytiscus latissimus, Graphoderus bilineatus, libelule (Leucorrhinia pectoralis), Osmoderma barnabita, Vertigo angustior, Vertigo geyeri

Pe lângă speciile protejate, pe teritoriul sitului au mai fost identificate 22 de specii de plante, 1 specie de amfibieni, 4 specii de mamifere, 13 specii de nevertebrate.